# Dermanura watsoni
Artibeus watsoni е вид бозайник от семейство Американски листоноси прилепи (Phyllostomidae).

## Разпространение
Видът е разпространен от южно Мексико, през Централна Америка до Колумбия. Ареалът му в Южна Америка е на запад от Андите.